# Heliophanus bolensis
Heliophanus bolensis là một loài nhện trong họ Salticidae.
Loài này thuộc chi Heliophanus. Heliophanus bolensis được Wanda Wesołowska miêu tả năm 2003.